# Daiichi Sankyo
Daiichi Sankyo Company, Limited, яп. 第一三共株式会社, романіз. Daiichi Sankyō kabushiki gaisha — міжнародна фармацевтична компанія та друга за величиною фармацевтична компанія в Японії. У 2022 році її дохід склав 1,278 трильйона єн. Компанія володіє американською фармацевтичною компанією «American Regent».
Компанія «Daiichi Sankyo, Inc.» розпочала свою діяльність у США у 2006 році. Її американською дочірньою компанією є «Daiichi Sankyo Company, Limited» та член «Daiichi Sankyo Group». Організація, яка проводить комерційні операції у США та глобальні клінічні розробки («Daiichi Sankyo Pharma Development»), має штаб-квартиру в Баскінг-Рідж у штаті Нью-Джерсі.
Штаб-квартира європейської дочірньої компанії «Daiichi Sankyo Europe, GmbH» знаходиться в Мюнхені в Німеччині. Організація відповідає за розробку та виробництво у 12 європейських країнах.
Компанія «Daiichi Sankyo Company, Limited» є повноправним членом Європейської федерації фармацевтичної промисловості та асоціацій та Міжнародної федерації фармацевтичних виробників та асоціацій.

## Історія
Компанія «Daiichi Sankyo» була заснована в 2005 році шляхом злиття «Sankyo Company, Limited» (三共株式会社, Sankyō Kabushiki Kaisha) і «Daiichi Pharmaceutical Company, Limited» (第一製薬株式会社, Daiichi Seiyaku Kabushiki Kaisha), які були японськими фармацевтичними компаніями зі столітньою історією. Компанію «Sankyo Co., Ltd.» заснував Дзокіті Такаміне, який запатентував метод виділення адреналіну. Такаміне був президентом «Sankyo Co., Ltd» з березня 1913 року до липня 1922 року.
У 1990 році «Sankyo» придбала німецьку «Luitpold-Werk Group», фармацевтичну компанію з головним офісом у Мюнхені. У 2019 році «Luitpold» змінила свою назву на честь свого бренду «American Regent». «American Regent», яка зараз базується в США, є дочірньою компанією «Daiichi Sankyo».

### Придбання
У 2006 році "Daiichi Sanky"o придбала «Zepharma», підрозділ безрецептурних препаратів «Astellas Pharma». 10 червня 2008 року компанія погодилася придбати контрольний пакет (64 %) акцій індійського виробника генеричних препаратів «Ranbaxy Laboratories», вартість угоди склала близько 4,6 мільярда доларів США.
У червні 2008 року «Daiichi Sankyo» придбала «U3 Pharma», додавши терапевтичне моноклональне антитіло проти HER3 до портфоліо протипухлинних препаратів компанії. «Daiichi Sankyo» закрила «U3 Pharma» у 2015 році.
4 квітня 2011 було завершено придбання «Plexxikon», фармацевтичного стартапу з Берклі в Каліфорнії, за 805 мільйонів доларів США та додаткові 130 мільйонів доларів США у вигляді етапних платежів, залежно від успіху вемурафенібу (головної програми «Plexxikon»), нового перорального препарату, який спрямований на онкогенну мутацію BRAF, присутню приблизно в половині випадків меланоми та приблизно у 8 % усіх солідних пухлин. «Daiichi Sankyo» зберігає за собою право спільного просування препарату (ліцензованого «Roche») у США. У 2022 році було оголошено про закриття «Plexxikon», оскільки «Daiichi Sankyo» перейшла до більшої концентрації на терапії кон'югатами антитіл та ліків.
7 квітня 2014 року «Daiichi Sankyo» оголосила про свою згоду проголосувати своїми акціями «Ranbaxy» на користь придбання «Sun Pharma» 100 % Ranbaxy шляхом процесу злиття, який передбачав обмін акціями. 29 вересня 2014 року «Daiichi Sankyo» погодилася придбати «Ambit Biosciences» за близько 410 мільйонів доларів, що дозволило «Daiichi» отримати протипухлинний препарат квізартиніб. 20 квітня 2015 року компанія оголосила про продаж 8,9 % акцій «Sun Pharmaceutical Industries», які вона придбала під час придбання «Ranbaxy», залучивши 3,2 мільярда доларів.
У 2018 році компанія передала 41 свій продукт у Японії компанії «Alfresa Holdings Corporation» за 4,2 мільярда єн, щоб зосередитися на онкології. У жовтні 2019 року компанія придбала рамосетрон, нікардипін та барнідипін у «Astellas Pharma».
У січні 2020 року ринкова вартість компанії зросла понад 5 трильйонів єн після схвалення FDA та допуску на ринок препарату «Енгерту», який є кон'югатом антитіла з лікарським засобом для лікування раку. «Daiichi Sankyo» розробила «Енгерту» у співпраці з «AstraZeneca», яка у березні 2019 року погодилася виплатити «Daiichi Sankyo» до 6,9 мільярда доларів в обмін на частку продажів «Енгерту».
Нижче наведено приклад основних злиттів та поглинань компанії, а також її історичних попередників (це не вичерпний список):

| Daiichi Sankyo | \| \| Sankyo Company, Limited \| \| \| \| \| \| Daiichi Pharmaceutical Company, Limited \| \| \| \| |
|                | \| \| Sankyo Company, Limited \| \| \| \| \| \| Daiichi Pharmaceutical Company, Limited \| \| \| \| |
|                | Zepharma (придбання 2006)                                                                           |
|                | |
|                | Sankyo Company, Limited                                                                             |
|                | |
|                | Daiichi Pharmaceutical Company, Limited                                                             |
|                | |

|  | Sankyo Company, Limited                 |
|  |                                         |
|  | Daiichi Pharmaceutical Company, Limited |
|  |                                         |

|  | Ranbaxy Laboratories (придбання 2008) |
|  |                                       |

| Daiichi Sankyo | \| \| Sankyo Company, Limited \| \| \| \| \| \| Daiichi Pharmaceutical Company, Limited \| \| \| \| |
|                | \| \| Sankyo Company, Limited \| \| \| \| \| \| Daiichi Pharmaceutical Company, Limited \| \| \| \| |
|                | Zepharma (придбання 2006)                                                                           |
|                | |
|                | Sankyo Company, Limited                                                                             |
|                | |
|                | Daiichi Pharmaceutical Company, Limited                                                             |
|                | |

|  | Sankyo Company, Limited                 |
|  |                                         |
|  | Daiichi Pharmaceutical Company, Limited |
|  |                                         |

|  | Ranbaxy Laboratories (придбання 2008) |
|  |                                       |

|  | U3 Pharma (придбання 2008) |
|  |                            |

| Daiichi Sankyo | \| \| Sankyo Company, Limited \| \| \| \| \| \| Daiichi Pharmaceutical Company, Limited \| \| \| \| |
|                | \| \| Sankyo Company, Limited \| \| \| \| \| \| Daiichi Pharmaceutical Company, Limited \| \| \| \| |
|                | Zepharma (придбання 2006)                                                                           |
|                | |
|                | Sankyo Company, Limited                                                                             |
|                | |
|                | Daiichi Pharmaceutical Company, Limited                                                             |
|                | |

|  | Sankyo Company, Limited                 |
|  |                                         |
|  | Daiichi Pharmaceutical Company, Limited |
|  |                                         |

|  | Ranbaxy Laboratories (придбання 2008) |
|  |                                       |

| Daiichi Sankyo | \| \| Sankyo Company, Limited \| \| \| \| \| \| Daiichi Pharmaceutical Company, Limited \| \| \| \| |
|                | \| \| Sankyo Company, Limited \| \| \| \| \| \| Daiichi Pharmaceutical Company, Limited \| \| \| \| |
|                | Zepharma (придбання 2006)                                                                           |
|                | |
|                | Sankyo Company, Limited                                                                             |
|                | |
|                | Daiichi Pharmaceutical Company, Limited                                                             |
|                | |

|  | Sankyo Company, Limited                 |
|  |                                         |
|  | Daiichi Pharmaceutical Company, Limited |
|  |                                         |

|  | Ranbaxy Laboratories (придбання 2008) |
|  |                                       |

|  | U3 Pharma (придбання 2008) |
|  |                            |

|  | Plexxikon (придбання 2011) |
|  |                            |

| Daiichi Sankyo | \| \| Sankyo Company, Limited \| \| \| \| \| \| Daiichi Pharmaceutical Company, Limited \| \| \| \| |
|                | \| \| Sankyo Company, Limited \| \| \| \| \| \| Daiichi Pharmaceutical Company, Limited \| \| \| \| |
|                | Zepharma (придбання 2006)                                                                           |
|                | |
|                | Sankyo Company, Limited                                                                             |
|                | |
|                | Daiichi Pharmaceutical Company, Limited                                                             |
|                | |

|  | Sankyo Company, Limited                 |
|  |                                         |
|  | Daiichi Pharmaceutical Company, Limited |
|  |                                         |

|  | Ranbaxy Laboratories (придбання 2008) |
|  |                                       |

| Daiichi Sankyo | \| \| Sankyo Company, Limited \| \| \| \| \| \| Daiichi Pharmaceutical Company, Limited \| \| \| \| |
|                | \| \| Sankyo Company, Limited \| \| \| \| \| \| Daiichi Pharmaceutical Company, Limited \| \| \| \| |
|                | Zepharma (придбання 2006)                                                                           |
|                | |
|                | Sankyo Company, Limited                                                                             |
|                | |
|                | Daiichi Pharmaceutical Company, Limited                                                             |
|                | |

|  | Sankyo Company, Limited                 |
|  |                                         |
|  | Daiichi Pharmaceutical Company, Limited |
|  |                                         |

|  | Ranbaxy Laboratories (придбання 2008) |
|  |                                       |

|  | U3 Pharma (придбання 2008) |
|  |                            |

| Daiichi Sankyo | \| \| Sankyo Company, Limited \| \| \| \| \| \| Daiichi Pharmaceutical Company, Limited \| \| \| \| |
|                | \| \| Sankyo Company, Limited \| \| \| \| \| \| Daiichi Pharmaceutical Company, Limited \| \| \| \| |
|                | Zepharma (придбання 2006)                                                                           |
|                | |
|                | Sankyo Company, Limited                                                                             |
|                | |
|                | Daiichi Pharmaceutical Company, Limited                                                             |
|                | |

|  | Sankyo Company, Limited                 |
|  |                                         |
|  | Daiichi Pharmaceutical Company, Limited |
|  |                                         |

|  | Ranbaxy Laboratories (придбання 2008) |
|  |                                       |

| Daiichi Sankyo | \| \| Sankyo Company, Limited \| \| \| \| \| \| Daiichi Pharmaceutical Company, Limited \| \| \| \| |
|                | \| \| Sankyo Company, Limited \| \| \| \| \| \| Daiichi Pharmaceutical Company, Limited \| \| \| \| |
|                | Zepharma (придбання 2006)                                                                           |
|                | |
|                | Sankyo Company, Limited                                                                             |
|                | |
|                | Daiichi Pharmaceutical Company, Limited                                                             |
|                | |

|  | Sankyo Company, Limited                 |
|  |                                         |
|  | Daiichi Pharmaceutical Company, Limited |
|  |                                         |

|  | Ranbaxy Laboratories (придбання 2008) |
|  |                                       |

|  | U3 Pharma (придбання 2008) |
|  |                            |

|  | Plexxikon (придбання 2011) |
|  |                            |

|  | Ambit Biosciences (придбання 2014) |
|  |                                    |

| Daiichi Sankyo | \| \| Sankyo Company, Limited \| \| \| \| \| \| Daiichi Pharmaceutical Company, Limited \| \| \| \| |
|                | \| \| Sankyo Company, Limited \| \| \| \| \| \| Daiichi Pharmaceutical Company, Limited \| \| \| \| |
|                | Zepharma (придбання 2006)                                                                           |
|                | |
|                | Sankyo Company, Limited                                                                             |
|                | |
|                | Daiichi Pharmaceutical Company, Limited                                                             |
|                | |

|  | Sankyo Company, Limited                 |
|  |                                         |
|  | Daiichi Pharmaceutical Company, Limited |
|  |                                         |

|  | Ranbaxy Laboratories (придбання 2008) |
|  |                                       |

| Daiichi Sankyo | \| \| Sankyo Company, Limited \| \| \| \| \| \| Daiichi Pharmaceutical Company, Limited \| \| \| \| |
|                | \| \| Sankyo Company, Limited \| \| \| \| \| \| Daiichi Pharmaceutical Company, Limited \| \| \| \| |
|                | Zepharma (придбання 2006)                                                                           |
|                | |
|                | Sankyo Company, Limited                                                                             |
|                | |
|                | Daiichi Pharmaceutical Company, Limited                                                             |
|                | |

|  | Sankyo Company, Limited                 |
|  |                                         |
|  | Daiichi Pharmaceutical Company, Limited |
|  |                                         |

|  | Ranbaxy Laboratories (придбання 2008) |
|  |                                       |

|  | U3 Pharma (придбання 2008) |
|  |                            |

| Daiichi Sankyo | \| \| Sankyo Company, Limited \| \| \| \| \| \| Daiichi Pharmaceutical Company, Limited \| \| \| \| |
|                | \| \| Sankyo Company, Limited \| \| \| \| \| \| Daiichi Pharmaceutical Company, Limited \| \| \| \| |
|                | Zepharma (придбання 2006)                                                                           |
|                | |
|                | Sankyo Company, Limited                                                                             |
|                | |
|                | Daiichi Pharmaceutical Company, Limited                                                             |
|                | |

|  | Sankyo Company, Limited                 |
|  |                                         |
|  | Daiichi Pharmaceutical Company, Limited |
|  |                                         |

|  | Ranbaxy Laboratories (придбання 2008) |
|  |                                       |

| Daiichi Sankyo | \| \| Sankyo Company, Limited \| \| \| \| \| \| Daiichi Pharmaceutical Company, Limited \| \| \| \| |
|                | \| \| Sankyo Company, Limited \| \| \| \| \| \| Daiichi Pharmaceutical Company, Limited \| \| \| \| |
|                | Zepharma (придбання 2006)                                                                           |
|                | |
|                | Sankyo Company, Limited                                                                             |
|                | |
|                | Daiichi Pharmaceutical Company, Limited                                                             |
|                | |

|  | Sankyo Company, Limited                 |
|  |                                         |
|  | Daiichi Pharmaceutical Company, Limited |
|  |                                         |

|  | Ranbaxy Laboratories (придбання 2008) |
|  |                                       |

|  | U3 Pharma (придбання 2008) |
|  |                            |

|  | Plexxikon (придбання 2011) |
|  |                            |

| Daiichi Sankyo | \| \| Sankyo Company, Limited \| \| \| \| \| \| Daiichi Pharmaceutical Company, Limited \| \| \| \| |
|                | \| \| Sankyo Company, Limited \| \| \| \| \| \| Daiichi Pharmaceutical Company, Limited \| \| \| \| |
|                | Zepharma (придбання 2006)                                                                           |
|                | |
|                | Sankyo Company, Limited                                                                             |
|                | |
|                | Daiichi Pharmaceutical Company, Limited                                                             |
|                | |

|  | Sankyo Company, Limited                 |
|  |                                         |
|  | Daiichi Pharmaceutical Company, Limited |
|  |                                         |

|  | Ranbaxy Laboratories (придбання 2008) |
|  |                                       |

| Daiichi Sankyo | \| \| Sankyo Company, Limited \| \| \| \| \| \| Daiichi Pharmaceutical Company, Limited \| \| \| \| |
|                | \| \| Sankyo Company, Limited \| \| \| \| \| \| Daiichi Pharmaceutical Company, Limited \| \| \| \| |
|                | Zepharma (придбання 2006)                                                                           |
|                | |
|                | Sankyo Company, Limited                                                                             |
|                | |
|                | Daiichi Pharmaceutical Company, Limited                                                             |
|                | |

|  | Sankyo Company, Limited                 |
|  |                                         |
|  | Daiichi Pharmaceutical Company, Limited |
|  |                                         |

|  | Ranbaxy Laboratories (придбання 2008) |
|  |                                       |

|  | U3 Pharma (придбання 2008) |
|  |                            |

| Daiichi Sankyo | \| \| Sankyo Company, Limited \| \| \| \| \| \| Daiichi Pharmaceutical Company, Limited \| \| \| \| |
|                | \| \| Sankyo Company, Limited \| \| \| \| \| \| Daiichi Pharmaceutical Company, Limited \| \| \| \| |
|                | Zepharma (придбання 2006)                                                                           |
|                | |
|                | Sankyo Company, Limited                                                                             |
|                | |
|                | Daiichi Pharmaceutical Company, Limited                                                             |
|                | |

|  | Sankyo Company, Limited                 |
|  |                                         |
|  | Daiichi Pharmaceutical Company, Limited |
|  |                                         |

|  | Ranbaxy Laboratories (придбання 2008) |
|  |                                       |

| Daiichi Sankyo | \| \| Sankyo Company, Limited \| \| \| \| \| \| Daiichi Pharmaceutical Company, Limited \| \| \| \| |
|                | \| \| Sankyo Company, Limited \| \| \| \| \| \| Daiichi Pharmaceutical Company, Limited \| \| \| \| |
|                | Zepharma (придбання 2006)                                                                           |
|                | |
|                | Sankyo Company, Limited                                                                             |
|                | |
|                | Daiichi Pharmaceutical Company, Limited                                                             |
|                | |

|  | Sankyo Company, Limited                 |
|  |                                         |
|  | Daiichi Pharmaceutical Company, Limited |
|  |                                         |

|  | Ranbaxy Laboratories (придбання 2008) |
|  |                                       |

|  | U3 Pharma (придбання 2008) |
|  |                            |

|  | Plexxikon (придбання 2011) |
|  |                            |

|  | Ambit Biosciences (придбання 2014) |
|  |                                    |

### Відкати в 2015 році
Станом на 2015 рік компанія «Daiichi Sankyo» перебувала під «пильним наглядом» після врегулювання звинувачень щодо виплати винагороди лікарям у вигляді гонорарів за виступи доповідачів у рамках програми організації та обговорення лікарів компанії, що є порушенням Закону про неправдиві заяви та статуту проти хабарів США. Компанія погодилася виплатити програмам «Medicaid» США та окремих штатів 39 мільйонів доларів для врегулювання звинувачень міністерства юстиції США щодо відкатів лікарям. У рамках програми компанії «Організація та обговорення лікарів», яка тривала з 2005 по 2011 рік, «Daiichi Sankyo» виплачувала лікарям неправомірні відкати у вигляді гонорарів за виступи, щоб спонукати лікарів призначати препарати компанії, включаючи «Азор», «Бенікар», «Трибензор» та «Велхол». Виплати лікарям здійснювалися нібито навіть тоді, коли лікарі-учасники схеми по черзі «виступали» на дублюючі теми під час оплачуваних компанією вечерь, одержувач виступав лише перед членами свого персоналу у своєму кабінеті, або пов'язана з цим вечеря була настільки розкішною, що її вартість перевищувала власне внутрішнє обмеження витрат «Daiichi Sankyo» у 140 доларів на особу. Генеральний інспектор міністерства охорони здоров'я і соціальних служб США Деніел Р. Левінсон сказав, що «Такі схеми є особливо огидними. Виробники та лікарі, які беруть участь у них, обманюють „Medicare“ та „Medicaid“ на мільйони доларів та ставлять під загрозу програми, на які покладаються багато літніх американців та людей з інвалідністю. Моє відомство вживе всіх необхідних заходів для захисту від неналежних альянсів між виробниками ліків та тими, хто їх призначає. Завдяки нашій угоді про корпоративну доброчесність ми будемо уважно стежити за Daiichi Sankyo»

## Продукти компанії
Цей список не є вичерпним.
Онкологія
- Енгерту (трастузумаб дерукстекан, фам-трастузумаб дерукстекан-нкскі лише у США)[28]
- Ежармія (валеметостат) (доступний лише в Японії)[29]
- Тураліо (пексидартиніб) (доступний лише у США)[30]
- Ванфліта (квізартиніб)[31][32]
- Зелбораф (вемурафеніб)[33][34]

Серцево-судинні захворювання
- Ефієнт (прасугрель) (спільний маркетинг з «Eli Lilly and Company»)[35]
- Ліксіана/Савайса (едоксабан)[36][37]
- Міннебро (езаксеренон) (доступний лише в Японії)[38]
- Нілемдо (бемпедоєва кислота, продається лише в ЄС)[39]
- Нустенді (фіксована дозована комбінація бемпедоєвої кислоти та езетимібу)[40]

Інші
- Каналія (тенелігліптин і канагліфлозин) (доступний лише в Японії)[41]
- Евоксак (цевімеліну гідрохлорид)[42]
- Ін'єктафер (ін'єкція карбоксимальтозату заліза)[43]
- Мемарі (мемантину гідрохлорид) (доступний лише в Японії)[44]
- Нексіум (езомепразол) (лише в Японії; в інших країнах продається компанією «AstraZeneca»)[45]
- Пралія (деносумаб)[46] (доступний лише в Японії; також продається там як Ранмарк)[47]
- Тарліге (мірогабалін) (доступний лише в Японії)[48]
- Тенелія (тенелігліптину гідробромід гідрат)[49]
- Венофер (сахарат заліза)[50]
- Вімпат (лакосамід) (доступний лише в Японії; продається спільно з UCB)[51]
- Велхол (колесевеламу гідрохлорид)[52]

## Кандидати на клінічне застосування
Серед препаратів у дослідженнях середньої та пізньої стадії, що проводяться «Daiichi-Sankyo», є наступні препарати:
- Датопотамаб дерукстекан (Dato-DXd)[53][54]
- Патритумаб дерукстекан (HER3-DXd)[55][56]
- VN-0102[57]
- Тесерпатурев (DS-1647)[58]
- Іфінатамаб дерукстекан (I-DXd; DS-7300)[59]
- Ралудотатуг дерукстекан (R-DXd; DS-6000)[60]